# Портрет Уильяма Эрла Уэлби с женой
Портрет Уильяма Эрла Уэлби, из Дентона, в Линкольншире, и его первой жены, Пенелопы, играющих в шахматы на фоне занавеса (или Портрет Уильяма Эрла Уэлби и его первой жены, Пенелопы, играющих в шахматы на фоне занавеса, англ. Portrait of William Earle Welby, of Denton, Lincolnshire and his first wife, Penelope, playing chess, before a draped curtain) — наиболее известная картина английского художника Фрэнсиса Котса (англ. Francis Cotes, R. A., 1726—1770), необычная своей оригинальной трактовкой сюжета.

## История создания картины и её судьба
Картина была написана в 1769 году, когда Котс находился на пике своей славы. Размер: 135,2 x 152,5 сантиметров. Техника — холст, масло (художник прославился своими работами в технике пастели, но часть крупных заказов выполнял в масле). Этот двойной портрет иногда считают[кто?] одним из самых ранних изображений шахмат в британской портретной живописи (на самом деле наиболее раннее изображение — «Портрет Эдварда Виндзора, 3-го барона Виндзора, его жены, Кэтрин де Вер, и их семьи», атрибутируемое Мастеру графини Уорик).
Основатель в 1768 году и член Королевской Академии Великобритании Фрэнсис Котс представил эту картину в числе семи работ (пять — масляными красками и две пастели) на инаугурационной выставке Королевской Академии художеств в 1769 году (no. 26) под названием A portrait of a lady and gentleman at chess. Она была также представлена на выставке Exhibition of Works by the Old Masters and by Deceased Masters of the British School в Лондоне в 1881 году (no. 49). Долгое время картина находилась в частной коллекции. Картина была приобретена за 457 250 фунтов стерлингов 3 июля 2012 года на аукционе Christie’s в Лондоне. После покупки в 2012 году полотно находится в коллекции The Mattheisen Gallery в Лондоне.
Котс постоянно пытался конкурировать с масштабом и величием портретов Джошуа Рейнольдса (современниками он воспринимался как его главный соперник), сохраняя при этом свой собственный индивидуальный стиль, основанный на декоративности рококо и непосредственности взгляда. В этом портрете проявляется его склонность к основным принципам стиля рококо в праздничности декоративных деталей костюмов и в сентиментальной трактовке темы любви. Композиция портрета сбалансирована и динамична; энергична фигура Уильяма Уэлби, который только что вскочил на ноги, её дополняет спокойная фигура его супруги.

## Сюжет и персонажи, изображённые на картине
На картине изображены двое супругов, закончивших играть в шахматы. Несмотря на то, что действие картины разворачивается в домашней обстановке, персонажи облачены в парадные костюмы. Супруг уже встал из-за стола и указывает зрителю на позицию, стоящую на доске, левой рукой, а правой демонстрирует жест удивления. Его супруга продолжает сидеть за шахматным столиком, пристально глядя на зрителя. Правую часть заднего плана заполняет искусно выписанный занавес.
В 2013 году появилась небольшая монография, посвящённая этой картине. Её автор пишет об этом портрете:

«Один из самых очаровательных портретов XVIII века. Более того, это первый известный шахматный портрет в британском искусстве, уникальный среди картин этого времени»— Matthiesen, Patrick. Francis Cotes, William Earle Welby and his Wife Penelope.
На портрете изображены:
- Уильям Эрл Уэлби[англ.], 1-й баронет. Представитель древнего дворянского рода из Линкольншира, владелец поместья в Дентоне, недалеко от Грантема. Он был сыном Уильяма Уэлби (умер в 1792, был шерифом Линкольншира в 1746 году) и его супруги Кэтрин. Долгое время довольствовался управлением своим поместьем, впервые приступил к выполнению государственных обязанностей в 1796—1797, когда он служил в качестве шерифа Линкольншира. В 1801 году стал баронетом. Достаточно долгое время заседал в парламенте (1802—1806), но не отличался глубоким пониманием политики и экономических процессов. Современники отмечали его пассивность на заседаниях палаты общин, хотя он поддерживал политику премьер-министров Генри Аддингтона и Уильяма Питта Младшего.
- Его супруга Пенелопа (1737—1771), третья дочь крупного землевладельца сэра Джона Глинна[англ.]. Родила мужу сына и дочь, ещё двое других детей умерли во младенчестве. Пенелопа умерла в 1771 году, всего через год после того, как умер художник Фрэнсис Котс и через два года после создания им этой картины.

## Шахматная позиция на картине
|   | a                                  | b                                  | c                                  | d                                  | e                                  | f                                  | g                                  | h                                  |   |
| - | ---------------------------------- | ---------------------------------- | ---------------------------------- | ---------------------------------- | ---------------------------------- | ---------------------------------- | ---------------------------------- | ---------------------------------- | - |
| 8 | c3 чёрный король · a2 белый король | c3 чёрный король · a2 белый король | c3 чёрный король · a2 белый король | c3 чёрный король · a2 белый король | c3 чёрный король · a2 белый король | c3 чёрный король · a2 белый король | c3 чёрный король · a2 белый король | c3 чёрный король · a2 белый король | 8 |
| 7 | c3 чёрный король · a2 белый король | c3 чёрный король · a2 белый король | c3 чёрный король · a2 белый король | c3 чёрный король · a2 белый король | c3 чёрный король · a2 белый король | c3 чёрный король · a2 белый король | c3 чёрный король · a2 белый король | c3 чёрный король · a2 белый король | 7 |
| 6 | c3 чёрный король · a2 белый король | c3 чёрный король · a2 белый король | c3 чёрный король · a2 белый король | c3 чёрный король · a2 белый король | c3 чёрный король · a2 белый король | c3 чёрный король · a2 белый король | c3 чёрный король · a2 белый король | c3 чёрный король · a2 белый король | 6 |
| 5 | c3 чёрный король · a2 белый король | c3 чёрный король · a2 белый король | c3 чёрный король · a2 белый король | c3 чёрный король · a2 белый король | c3 чёрный король · a2 белый король | c3 чёрный король · a2 белый король | c3 чёрный король · a2 белый король | c3 чёрный король · a2 белый король | 5 |
| 4 | c3 чёрный король · a2 белый король | c3 чёрный король · a2 белый король | c3 чёрный король · a2 белый король | c3 чёрный король · a2 белый король | c3 чёрный король · a2 белый король | c3 чёрный король · a2 белый король | c3 чёрный король · a2 белый король | c3 чёрный король · a2 белый король | 4 |
| 3 | c3 чёрный король · a2 белый король | c3 чёрный король · a2 белый король | c3 чёрный король · a2 белый король | c3 чёрный король · a2 белый король | c3 чёрный король · a2 белый король | c3 чёрный король · a2 белый король | c3 чёрный король · a2 белый король | c3 чёрный король · a2 белый король | 3 |
| 2 | c3 чёрный король · a2 белый король | c3 чёрный король · a2 белый король | c3 чёрный король · a2 белый король | c3 чёрный король · a2 белый король | c3 чёрный король · a2 белый король | c3 чёрный король · a2 белый король | c3 чёрный король · a2 белый король | c3 чёрный король · a2 белый король | 2 |
| 1 | c3 чёрный король · a2 белый король | c3 чёрный король · a2 белый король | c3 чёрный король · a2 белый король | c3 чёрный король · a2 белый король | c3 чёрный король · a2 белый король | c3 чёрный король · a2 белый король | c3 чёрный король · a2 белый король | c3 чёрный король · a2 белый король | 1 |
|   | a                                  | b                                  | c                                  | d                                  | e                                  | f                                  | g                                  | h                                  |   |

Важным элементом этого портрета является изображённая на нём партия в шахматы. Шахматы достигли своего пика популярности в светском лондонском обществе в 1770 и 1780-х годах. В 1770 году был основан шахматный клуб в Salopian Coffee House, Charing Cross, в 1774 году появился ещё один клуб — Parsloe’s Subscription Room. Шахматы превратились в модную настольную игру и серьёзный интеллектуальный вид спорта.
Искусствовед Э. М. Джонсон предположил, что жест Уильяма Уэлби на этом портрете символизирует изумление и ужас, вызванный тем, что его единственная оставшаяся чёрная фигура (король) должна получить мат. Его ошибка объяснялась тем, что он сделал своё заключение только на основании фотографии не лучшего качества, а не самого оригинала, который в 1976 году находился в частной коллекции.
В процессе подготовки аукциона искусствоведы Christie’s убедились, что на доске только две фигуры, а то, что Джонсон принял за третью, на самом деле является тенью, которую отбрасывает чёрный король на руку Пенелопы Уэлби. Обе фигуры — короли, которые могут двигаться только на одну клетку в любом направлении и никогда не могут непосредственно стоять рядом друг с другом. После консультации с представителем Английской шахматной федерации, искусствоведы аукциона Christie’s пришли к заключению, что игра на картине закончилась вничью, а жест Уэлби может быть прочитан как приятное изумление или даже радость, что две фигуры обречены вечно двигаться вокруг друг друга, что в свою очередь может быть интерпретировано как знак долгого и счастливого брака.
На картине изображены так называемые «лунные» шахматы или «Селенус», популярные в то время в Великобритании, но мало известные в континентальной Европе.
Шахматная доска оформлена в форме книги и может стоять среди фолиантов на книжной полке.